# C10H13N3
化学式C10H13N3（摩尔质量：175.23 g/mol）可以指：
- 异喹胍，CAS号：1131-64-2 ，盐酸盐CAS号：1131-66-4
- 1-正丁基苯并三唑，CAS号：708-43-0
- 1-氨丙基吲唑，CAS号：933744-08-2

|  | 这个同类索引页列出了具有相同分子式的化学物（即同分異構體）条目。 除非您是有意链接至本页，否则应将相应条目的内部链接指向正确的条目。 |